# L.W.
L.W. (podnaslov: Explorations into Microtonal Tuning, Volume 3) sedamnaesti je studijski album australskog rock-sastava King Gizzard & the Lizard Wizard. Dana 25. veljače 2021. objavila ga je vlastita diskografska kuća skupine. Objavi albuma prethodila je objava triju singlova („If Not Now, Then When?”, „O.N.E.” i „Pleura”), a za svaki je od njih objavljen i glazbeni spot. L.W. nadovezuje se na prethodni album K.G., objavljen samo četiri mjeseca prije, i posvećen je mikrotonskoj glazbi, kojom se skupina počela baviti na albumu Flying Microtonal Banana (iz 2017.).

## O albumu
Album je nagoviješten već u listopadu 2020., prije objave prethodnog albuma. Skupina je objavila majicu na čijoj se stražnjoj strani nalazi njezina cijela diskografija, a obožavatelji su zaključili da se „K.G.L.W.”, zadnja napisana slova, odnose na tada nadolazeći album K.G. i budući album vjerojatnog naslova L.W..
Prva pjesma na uratku „If Not Now, Then When?” objavljena je 10. prosinca 2020. kao singl s glazbenim spotom.
Internetska glazbena trgovina Elusive Disc potvrdila je album tako što je na svojim stranicama objavila poveznicu za njegovu prednarudžbu, ali i popis pjesama i datum objave. Članovi grupe istaknuli su da su podatci netočni i da album „zasigurno neće biti objavljen u veljači”, ali su potom ipak naveli tri različita datuma objave i naposljetku potvrdili kad će uradak biti objavljen. L.W. objavljen je dan prije predviđenog datuma na Bandcampu.

## Glazbeni stil
L.W. dobio je pohvale za uporabu raznih elemenata psihodeličnih žanrova i uvrštavanje bliskoistočnog zvuka u pjesme.
„If Not Now, Then When?” prva je pjesma na albumu i obilježava je psihodelični funk, a funk se pojavljuje i u pjesmama „O.N.E.” i „Supreme Ascendancy”. U jednoj recenziji „Ataraxia” se opisuje kao mračna pjesma koja podsjeća na spoj Black Sabbatha i T. Rexa, a predzadnja pjesma „See Me” u tom je osvrtu nazvana „komadićem eksperimentalne psihodelije”.
„Static Electricity” žanrovski pripada motorik-acid folku, a sam album završava sludge metal-pjesmom „K.G.L.W.”

## Popis pjesama
| 1.    | »If Not Now, Then When?« | Stu Mackenzie                  | 3:50 |
| 2.    | »O.N.E.«                 | Mackenzie                      | 3:40 |
| 3.    | »Pleura«                 | Joey Walker, Mackenzie         | 4:11 |
| 4.    | »Supreme Ascendancy«     | Ambrose Kenny-Smith, Mackenzie | 3:40 |
| 5.    | »Static Electricity«     | Mackenzie, Kenny-Smith         | 5:50 |
| 6.    | »East West Link«         | Mackenzie                      | 3:09 |
| 7.    | »Ataraxia«               | Walker                         | 5:18 |
| 8.    | »See Me«                 | Mackenzie                      | 4:04 |
| 9.    | »K.G.L.W.«               | Mackenzie                      | 8:28 |
| 42:10 |                          |                                |      |

## Recenzije
| Zbirne ocjene   | Zbirne ocjene |
| Izvor           | Ocjena        |
| --------------- | ------------- |
| AnyDecentMusic? | 7,5/10        |
| Metacritic      | 82/100        |
| Recenzije       |               |
| Izvor           | Ocjena        |
| AllMusic        | [ 14 ]        |
| Clash           | 8/10          |
| Exclaim!        | 7/10          |
| Pitchfork       | 7,5/10        |
| Sputnikmusic    | 4/5           |
| Under the Radar | [ 18 ]        |

L.W. dobio je pohvale kritičara. Na Metacriticu, sajtu koji prikuplja ocjene recenzenata raznih publikacija i na temelju njih uratku daje prosječnu ocjenu od 0 do 100, uradak je na temelju 9 recenzija osvojio 82 boda od njih 100, što označava „sveopće priznanje”.
Tim Sendra u recenziji za AllMusic dao mu je četiri zvjezdice od njih pet i zaključio je: „To nije samo novi album nakon njegova prvog djelomično razočaravajućeg izdanja nego nas i okrepljuje podsjetnikom na to koliko je King Gizzard uzbudljiv kad dostigne vrhunac.” U recenziji objavljenoj na Sputnikmusicu uradak je dobio četiri boda od njih pet, a recenzent je napisao: „Nakon što je položio stopala na kauč i dobro počinuo na lovorikama, [sastav] nam je darovao L.W., koji je (ako izuzmemo njegov sestrinski album) bez sumnje najugodniji album koji je objavio nakon dosta vremena.”
Stuart Berman u recenziji za Pitchfork dao mu je sedam i pol boda od njih deset napisavši: „L.W. zvuči kao K.G. koji je još tri mjeseca proveo u lockdownu:  uzrujaniji je, ljući i manje ga je briga za to što mu iz majice viri trbuh; tako omogućuje motorik-acid folku pjesme 'Static Electricity' da galopira gotovo šest minuta uz mikrotonsko soliranje. No ako su pjesme opuštenije, mete su preciznije.” Safiya Hopfe dala mu je sedam bodova od njih deset u recenziji za časopis Exclaim! i zaključila je: „L.W. možda se ne diči brojnim iznenađenjima, ali čvrsto potvrđuje da su njegovi stvoritelji gospodari vlastita carstva.”

## Zasluge
| King Gizzard & the Lizard Wizard - Ambrose Kenny-Smith – usna harmonika (na 1., 2., 3., 6. i 9. pjesmi); vokali (na 2., 4., 5. i 8. pjesmi); udaraljke (osim na 1., 7. i 9. pjesmi); klavijatura (na 2., 4. i 6. pjesmi); orgulje (na pjesmi „Supreme Ascendancy”); klavir (na pjesmi „Supreme Ascendancy”); snimanje (pjesme „Supreme Ascendancy”) - Michael Cavanagh – bubnjevi; udaraljke (na 2., 5. i 6. pjesmi); snimanje (svih pjesama osim pjesme „See Me”) - Cook Craig – sintesajzer (na 1., 2. i 6. pjesmi); vibrafon (na pjesmi „If Not Now, Then When?”); gitara (na pjesmi „O.N.E.”); klavir (na pjesmi „East West Link”); kontrabas (na pjesmi „East West Link”); čekić i nakovanj (na pjesmi „K.G.L.W.”) - Lucas Harwood – bas-gitara (na pjesmi „If Not Now, Then When?”) - Stu Mackenzie – gitara; bubnjevi (na pjesmi „If Not Now, Then When?”); vokali (osim na pjesmi „Ataraxia”); clavinet (na pjesmi „If Not Now, Then When?”); Wurlitzer (na 1. i 2. pjesmi); klavijatura (na 1., 5. i 8. pjesmi); sitar (na 1., 2., 4., 6. i 7. pjesmi); udaraljke (na 1. i 9. pjesmi); sintesajzer (na 1., 2., 5. i 9. pjesmi); bas-gitara (osim na 1. i 7. pjesmi); električni klavir (na pjesmi „O.N.E.”); flauta (na 2., 3., 6. i 7. pjesmi); marimba (na pjesmi „O.N.E.”); vibrafon (na pjesmi „Pleura”); orgulje (na 3. i 7. pjesmi); pungi (na pjesmi „Ataraxia”); baglama (na pjesmi „Ataraxia”); čelesta (na pjesmi „See Me”); klarinet (na pjesmi „See Me”); snimanje (svih pjesama osim pjesme „Ataraxia”); miksanje (svih pjesama osim pjesme „Ataraxia”); produkcija - Joey Walker – gitara (na 2., 3. i 7. pjesmi); vokali (na 3. i 7. pjesmi); sintesajzer (na pjesmi „Pleura”); bas-gitara (na pjesmi „Ataraxia”); udaraljke (na pjesmi „Ataraxia”); Elektron Digitakt (na pjesmi „Ataraxia”); stroj za magnetsku rezonanciju (na pjesmi „K.G.L.W.”); hidraulični čekić (na pjesmi „K.G.L.W.”); pokretni most (na pjesmi „K.G.L.W.”); motorna pila (na pjesmi „K.G.L.W.”); pištolj za čavle (na pjesmi „K.G.L.W.”); brusilica (na pjesmi „K.G.L.W.”); snimanje (pjesme „Ataraxia”); miksanje (3. i 7. pjesme) | Ostalo osoblje - Joseph Carra – mastering - Jason Galea – ilustracije |

## Ljestvice
| Ljestvica (2021.)     | Najviša pozicija |
| --------------------- | ---------------- |
| Australija            | 4.               |
| Belgija (Valonija)    | 119.             |
| SAD (Top Album Sales) | 35.              |
| Škotska               | 56.              |
| Švicarska             | 37.              |